# پرتره جک هانتر
پرتره جک هانتر (روسی: Портрет Джека Хантера) نقاشی از هنرمند روسی-آمریکایی نیکولای فچین (۱۸۸۱–۱۹۵۵) از مجموعه موزه دولتی روسیه در سن پترزبورگ است. این نقاش، جک آر. هانتر، کارمند شرکت بیمه آمریکایی و کلکسیونر را به تصویر کشیده است. این پرتره برای مجموعه موزه روسیه ارزش ویژه‌ای دارد، زیرا نمایانگر دوره آمریکایی آثار این هنرمند است.

## پیشینه
هنرمند نیکولای فچین، شاگرد ایلیا رپین، در ۱ اوت ۱۹۲۳ به همراه همسرش الکساندرا نیکولاونا و دخترش ایا وارد نیویورک شد. پرتره جک آر. هانتر، مربوط به سال ۱۹۲۳، یکی از اولین آثاری است که این هنرمند پس از مهاجرت به ایالات متحده نقاشی کرده است.
جک آر. هانتر به عنوان کارمند یک شرکت بیمه بزرگ در پیتسبورگ کار می‌کرد و به جمع‌آوری آثار هنری علاقه داشت. در سال ۱۹۲۳، جک هانتر بیش از ده سال به صورت غیابی با فچین آشنا بود. از سال ۱۹۱۰ تا شروع جنگ جهانی اول، فچین به‌طور منظم در نمایشگاه‌های هنری بین‌المللی در پیتسبورگ که مؤسسه کارنگی سالانه برگزار می‌کرد، شرکت می‌کرد. چندین نقاشی عالی از ن. فچین وجود داشت، از جمله «برهنه» (۱۹۱۱، مجموعه خصوصی، ایالات متحده آمریکا)، «پرتره پ. آبرامیچف» (۱۹۱۲، مجموعه خصوصی، ایالات متحده آمریکا)، «پرتره ان.ان. بلکوویچ» (۱۹۱۳، موزه دانشگاه اوکلاهما، ایالات متحده آمریکا) که تا سال ۱۹۲۳ در مجموعه جی. هانتر نگهداری می‌شد.
از سال ۱۹۲۱، جک آر. هانتر و یکی دیگر از مجموعه‌داران مشهور آمریکایی آثار فچین، ویلیام اس. استیمل، برای آماده‌سازی مهاجرت فچین به آمریکا تلاش می‌کردند. هانتر نقش اصلی را در تهیه اسناد لازم برای ورود خانواده فچین به ایالات متحده ایفا کرد. به لطف تلاش‌های جک هانتر، استفن جی. پورتر، رئیس کمیته امور خارجه، در این امر به آنها کمک کرد.
سهمیه مهاجرت برای روس‌ها در آن زمان ۵۰۰۰ نفر در سال بود. علاوه بر این، ایالات متحده روسیه شوروی را به رسمیت نمی‌شناخت و ویزای آمریکا نمی‌توانست در گذرنامه شوروی فچین قرار گیرد. با کمک هانتر، خروج از طریق ریگا سازماندهی شد. فچین توصیه‌نامه‌های لازم را برای کنسول‌های مختلف آمریکایی داشت.
به درخواست ویلیام استیمل و جک هانتر، خانواده فچین در بندر نیویورک توسط هنرمند مهاجر روسی، آرون هری گورسون، که او نیز فچین‌ها را در هتلی اسکان داد و سپس برای آنها آپارتمانی اجاره کرد، مورد استقبال قرار گرفتند. خیلی زود جی. هانتر به نیویورک آمد و اولین ملاقات شخصی آنها با فچین انجام شد.
فچین ابراز تمایل کرد که به پاس قدردانی از کمک جک آر. هانتر در انتقال خانواده‌اش به آمریکا، پرتره‌ای از او بکشد و این کار انجام شد. از سال ۱۹۲۳ تا همین اواخر ، پرتره جک آر. هانتر در خانواده یک مجموعه‌دار نگهداری می‌شد.
در سال ۱۹۵۸، اندکی پس از مرگ فچین، جک هانتر خاطرات خود از فچین را به درخواست اییا نیکولایونا فشین-برانهام، دختر فچین، نوشت.

## خرید روسیه
در اواسط سال ۲۰۱۰، تابلوی «پرتره جک آر. هانتر» در بازار هنر ظاهر شد و توسط یکی از گالری‌های نیومکزیکو (ایالات متحده) برای فروش گذاشته شد. در سال ۲۰۱۶، این تابلو توسط خانم النا بوختینا، مالک «گالری تالار آبی» از سن پترزبورگ روسیه، واقع در ساختمان اتحادیه هنرمندان سن پترزبورگ در خیابان بولشایا مورسکایا، پلاک ۳۸، خریداری شد. این تابلو رسماً در ۳۱ اوت ۲۰۱۶ به روسیه وارد شد. طی دو روز بعد، کارشناسان موزه روسیه نقاشی را بررسی کردند که نشان داد اثر ن. فچین است. در ۳ سپتامبر ۲۰۱۶، النا بوختینا هنگام تلاش برای صادرات غیرقانونی «پرتره جک آر. هانتر» به چین، توسط مأموران گمرک در فرودگاه پولکوو بازداشت شد. بوختینا تصویر اعلام نشده را در یک چمدان پنهان کرده بود. او مجوز صادرات نقاشی‌ها و همچنین مدارک مربوط به پرداخت عوارض صادرات را نداشت.
به گفته وی. کراوسکی، بازپرس ارشد پرونده‌های بسیار مهم اداره FSB برای سن پترزبورگ و منطقه لنینگراد، «نقشه جنایت بسیار ساده و پیش پا افتاده بود. قانون‌شکن عکس را در چمدان خود گذاشت و بدون ارائه هیچ مدرکی، از راهروی «سبز» عبور کرد.»
در ابتدا، النا بوختینا (که با نام النا لیساک نیز شناخته می‌شود) سعی کرد گناه و دخالت خود در این حادثه را انکار کند. بعداً او به‌طور کامل به گناه خود اعتراف کرد، توبه کرد و درخواست محاکمه ویژه برای این پرونده را داد.
در پایان آوریل ۲۰۱۷، دادگاه ناحیه مسکو در سن پترزبورگ، بوختینا را بر اساس تحقیقات پرونده جنایی علیه ای. بوختینا (ماده ۲۲۶٫۱ بخش ۱ قانون جزای فدراسیون روسیه (انتقال غیرقانونی اموال فرهنگی از مرز گمرکی فدراسیون روسیه، که در رابطه با آن قوانین ویژه جابجایی وضع شده است) به سه سال حبس با دوره آزمایشی سه ساله محکوم کرد. بر اساس همان تصمیم دادگاه، پرتره جک آر. هانتر اثر نیکولای فشین، به عنوان اموال دولتی اعلام شد.
در ۲۴ اکتبر ۲۰۱۷، مراسم انتقال پرتره جک آر. هانتر به مجموعه‌های موزه روسیه در کاخ میخائیلوفسکی در سن پترزبورگ برگزار شد.
در حال حاضر، مجموعه موزه روسیه شامل حدود ده اثر از ن. فچین است که همگی مربوط به دوره روسیه هستند و قبل از انتقال به ایالات متحده نقاشی شده‌اند. پرتره جک آر. هانتر اولین نمونه از دوره آمریکایی فچین در مجموعه موزه است. به گفته‌ای. پترووا، معاون مدیر کارهای علمی، این نقاشی بدون شک برای موزه روسیه ارزش دارد.